# Officio sanctissimo
Officio Sanctissimo (O církvi v Bavorsku) je encyklika vyhlášená papežem Lvem XIII. 22. prosince 1887 určená německým biskupům. 
Encyklika vzpomíná historii katolíků v Bavorsku a doufá v jejich odpor k Kulturkampfu. V této souvislosti připomíná spojení rozumu a víry dle sv. Augustina a jeho dílo De Civitate Dei a Summu od Tomáše Akvinského. Svobodné zednáře označuje za tmářskou sektu. Církev by podle papeže měla mít takovou svobodu jednání, jakou vyžaduje péče o spásu lidí.